# Ixia polystachya
Ixia polystachya  es una especie de planta fanerógama perteneciente a la familia de las iridáceas. 

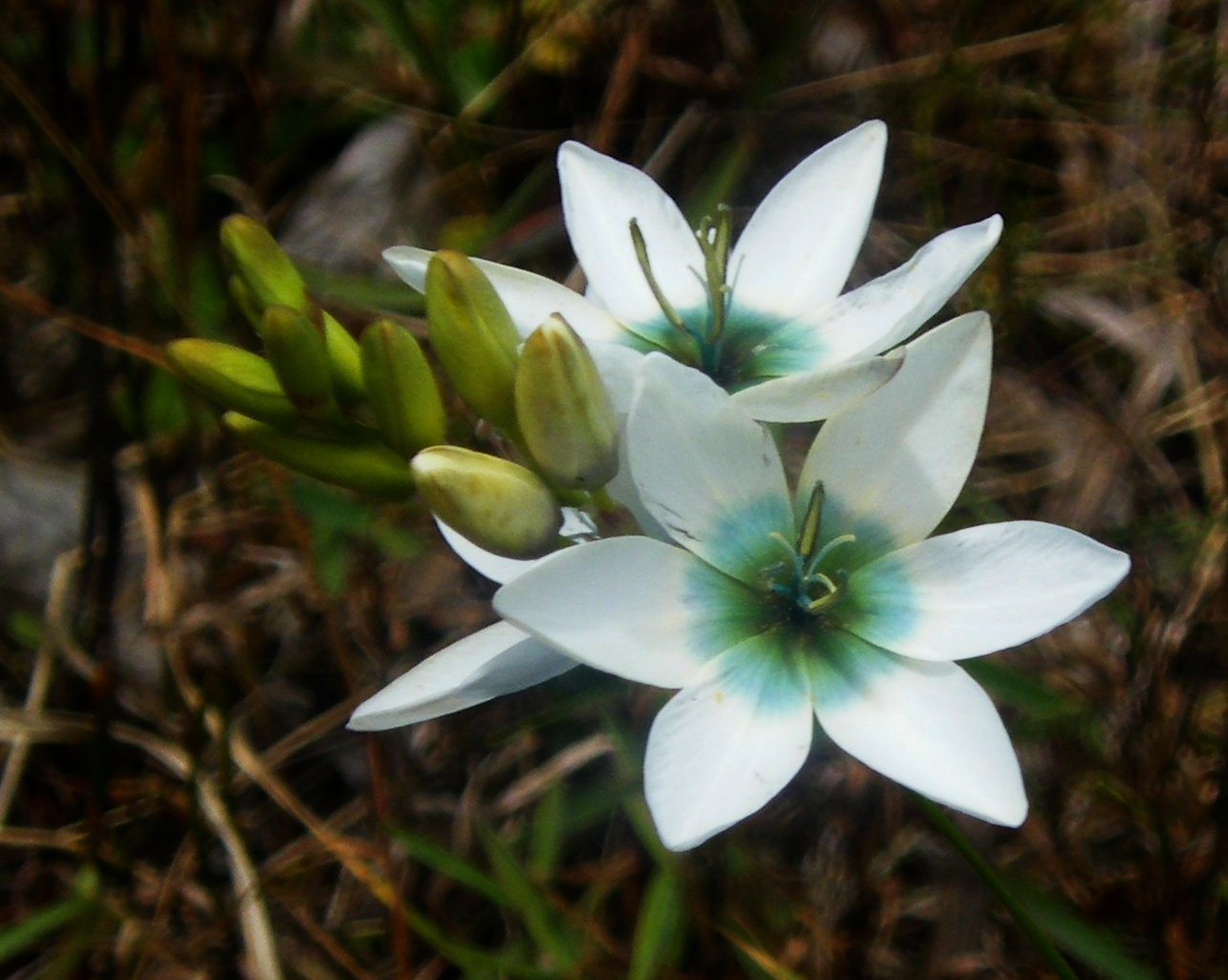
Flores

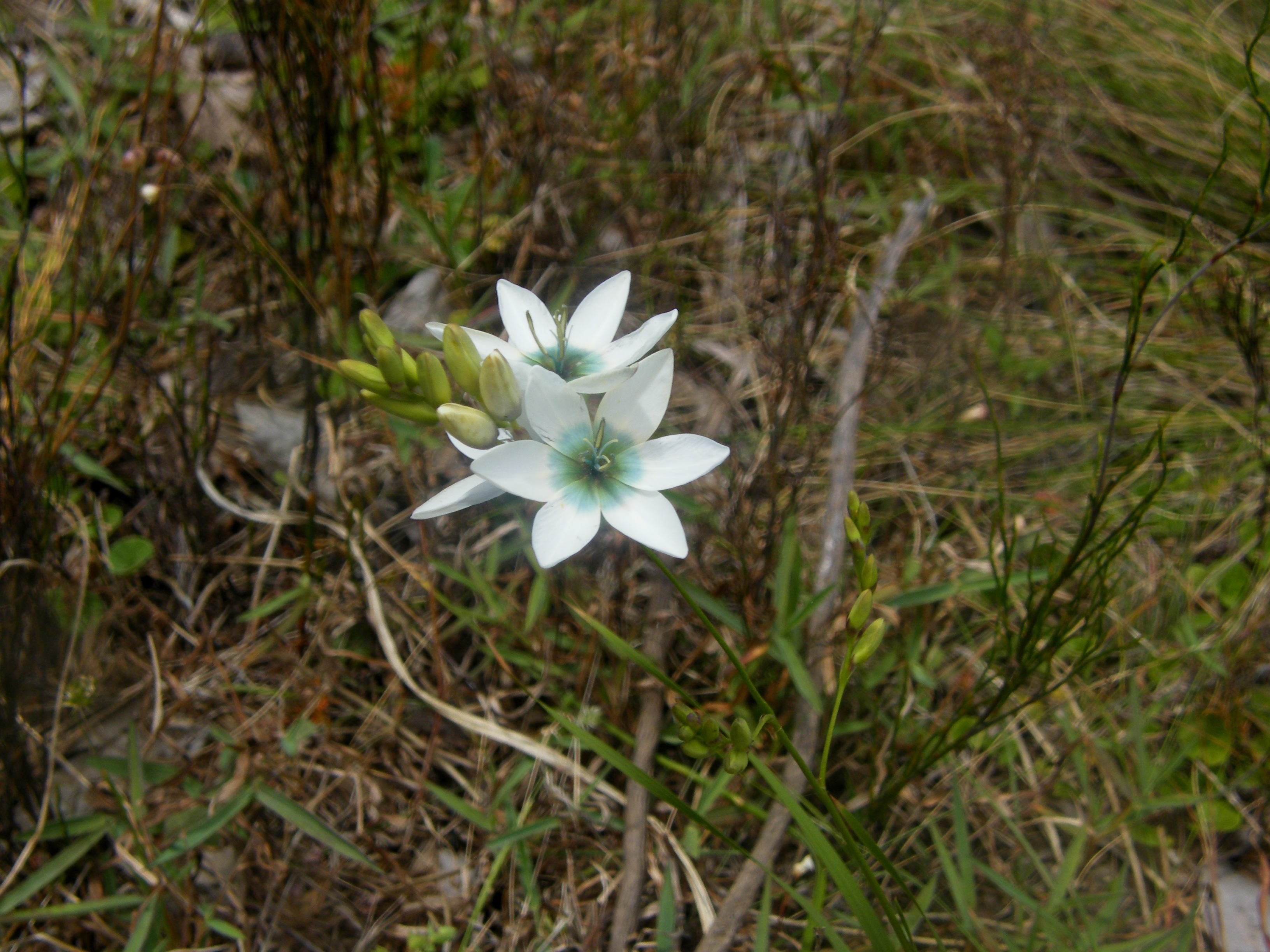
En su hábitat

## Descripción
Ixia polystachya, es una planta herbácea perennifolia, geofita que alcanza un tamaño de 0.4 - 0.9  m de altura. Se encuentra a una altitud de 30 - 855 metros,  en Sudáfrica.
Ixia polystachya, se encuentra en pisos, colinas y laderas de las montañas en un amplio rango del noroeste y suroeste de la Provincia del Cabo. Tiene flores de color rosa, malva, azulado, o blancas, a menudo, pero no siempre con un centro oscuro. Tiene un tallo bastante alto y generalmente ramificado, pero es variable en tamaño, color, número de flores, forma (compactas o laxas), y el ancho de la hoja.

## Taxonomía
Ixia polystachya fue descrita por Carlos Linneo y publicado en Species Plantarum, Editio Secunda 51. 1762.
Etimología
Ixia: nombre genérico que deriva del griego: ἰξία (ixia) (= χαμαιλέων λευκός, (leukos chamaeleon)), el cardo de pino, Carlina gummifera, una planta no relacionada en las (margaritas) de la familia Asteraceae.
polystachya: epíteto latíno que significa "con muchas espigas"
Variedad aceptada
- Ixia polystachya var. lutea (Ker Gawl.) G.J.Lewis

Sinonimia
- Ixia aristata var. elegans (Regel) Baker
- Ixia elegans (Regel) N.E.Br.
- Ixia erecta P.J.Bergius
- Ixia hybrida Ker Gawl.
- Ixia leucantha Jacq.
- Ixia maculata var. caesia Ker Gawl.
- Ixia patens var. leucantha (Jacq.) Ker Gawl.
- Ixia polystachya var. polystachya
- Ixia serotina Salisb.
- Ixia viridiflora var. caesia (Ker Gawl.) Baker
- Wuerthia elegans Regel[5][6]